# Sirianos
Els sirianos, tubú, selea o sürá són una ètnia indígena que habita al naixement del rierol Ti i als marges dels rius Viña, Paca i Papurí al Departament de Vaupés (Colòmbia) i l'estat brasiler de Amazones.
És una fratria patrilineal exógama La seva llengua pròpia pertany a la branca oriental de la família tucano, com les de les altres fratrias de la regió amb les quals els sirianos practiquen intercanvi matrimonial i constitueixen un sistema cultural. La parla de les dones té determinats trets diferents a la parla dels homes, com la glotalització.

## Economia
La seva economia està basada en l'agricultura itinerant i la pesca. Conreen iuca amarga, nyam, moniato, canya de sucre, blat de moro, cacau, plàtans, pinya, papaia i altres fruites. Complementen la seva alimentació amb la caça de la danta, el pecarí i diverses ocells i la recol·lecció de fruits silvestres, larves i formigues.
Les dones processen la iuca per a produir casabe i "fariña" i practiquen la terrisseria, en tant que els homes són experts a teixir canastres.

## Tubú
Es consideren descendents de Tubú que va descendir del temps i de l'espai per a equilibrar el que l'home havia desmembrat. Es va establir centre de la terra, en la mar de la llet materna. Allí va néixer petit com a home i una vegada fet home, va sortir a la superfície pel riu Negro.